# Edge of Chaos: Independence War 2
Edge of Chaos: Independence War 2 (ou Independence War 2: Edge of Chaos an Amérique du Nord), fait suite à la simulation spatiale I-War (aussi connu sous le nom de Independence War en Amérique du Nord). Développé par Particle Systems Ltd - les développeurs du premier opus - et édité par Infogrames, le jeu est sorti en 2001. Sa bande sonore composée par Christopher Mann lui a valu une nomination pour un prix BAFTA.

## Trame et cadre
Edge of Chaos se déroule au XXIVe siècle, 100 ans après I-War, dans une partie isolée de l'espace appelée les Badlands. Cet amas étant très éloigné de la Terre et de sa juridiction, il est régi par de puissantes corporations ainsi que la Nouvelle Alliance.
Le jeu débute sur une vidéo mettant en scène le meurtre du père de Cal Johnston, alors âgé de 12 ans, par Caleb Maas, l'héritier d'une puissante entreprise. Le joueur assume alors le rôle de Cal assisté par Jefferson Clay, un ancien capitaine de vaisseaux dont la personnalité a été numérisée et intégré dans un ordinateur. Après avoir appris les rudiments du vol spatial, Clay conduit Cal vers la base pirate de sa grand-mère Lucrecia Johnston. Après quelques missions d'entrainements, Cal rencontre alors l'infâme Caleb Maas, une rencontre qui le conduit tout droit en prison pour avoir tenté de venger son père. Le jeu fait ensuite un bond en avant de 15 ans, on retrouve alors Cal Johnston devenu adulte, s'échappant avec certains de ses codétenus d'une station spatiale pénitentiaire, c'est à ce moment que l'aventure commence.

### Personnages
Cal JohnsonAlors qu'il n'avais que 12 ans, le père de Cal Johnston est tué par Caleb Maas, l'héritier d'une puissante entreprise. Cal assisté par Jefferson Clay, un ancien capitaine de vaisseaux dont la personnalité a été numérisée et intégré dans un ordinateur et après avoir appris les rudiments du vol spatial, Clay conduit Cal vers la base pirate de sa grand-mère Lucrecia Johnston. Après quelques missions d'entrainements, Cal rencontre alors l'infâme Caleb Maas, une rencontre qui le conduit tout droit en prison pour avoir tenté de venger son père. 15 ans plus tard, Cal Johnston est devenu adulte. S'échappant avec ses codétenus d'une station spatiale pénitentiaire, il utilisera la base de secrète de Lucrecia comme repère et s'efforcera de pirater (voler) tous les transports Maas pour s'enrichir, s'armer et venger la mort de son père.

## Système de jeu

### Généralités
Le gameplay est un mélange entre l'exploration libre de l'espace et l'enchainement des missions.  Dans le premier cas, Cal agit en toute liberté, explorant les Badlands et volant les cargaisons des nombreux vaisseaux de transport. Les missions permettent au joueur de gagner de nouvelles armes, vaisseaux, et la confiance de la Rébellion, ennemie des corporations qui régissent les Badlands.
Le jeu se joue principale au Joystick et au clavier. L'interface y est très soignée et facile d'accès.
Il s'agit d'un jeu de simulation spatiale où l'inertie est gérée par le moteur du jeu.
L'intérêt principal de ce jeu est qu'une 'vie' est présente à  l'intérieur. Vous y verrez des vaisseaux voyager, des pirates attaquer des cargos, tout cela de façon aléatoire.
Le jeu est très difficile, surtout quand vous débutez en simulation spatiale. Néanmoins l'intrigue, l'univers et le gameplay pourra vous accrocher pendant plus de 50h de jeu facilement. De plus, avec l'ajout de mods dans le jeu, vous pourrez enrichir de gameplay pour par exemple, vendre et acheter des composants dans toutes les stations du jeu.

### Base
Les sauvegardes s'effectuent seulement lorsque le joueur retourne à sa 'base'. Pendant qu'il est amarré, en plus d'avoir sauvegardé la partie, le joueur peut aussi choisir de changer de vaisseau ou modifier son équipement ; vérifier l'inventaire de son équipement ou de ses marchandises ; échanger au marché noir ses marchandises volées contres de nouveaux accessoires pour son vaisseau ; mais aussi fabriquer plusieurs types de munitions à partir de matière recyclée. Enfin, une fonction primordiale accessible depuis la base et la boite mail qui est la source principale de nouvelles missions et d'information sur les évènements alentour.

### Vaisseaux
Petit à petit, le joueur obtient des vaisseaux de plus en plus puissants. Ces vaisseaux ne sont disponibles qu'après certaines missions clés et permettent au joueur de mieux se préparer aux batailles qui l'attendent.

### Améliorations
Un large éventail d'améliorations est proposé au joueur. Certaines sont obtenues grâce aux cargaisons volées, ou sous forme de récompense pour certaines missions accomplies : la plupart sont obtenues par le biais du marché noir accessible depuis la base du joueur. Certaines améliorations peuvent ajouter des accessoires au vaisseau (comme par exemple le module d'imagerie qui offre au joueur un zoom très performant), d'autres améliorent simplement les performances du vaisseau (tel que des propulseurs à gaz froid, moins performants que des propulseurs standards mais plus discrets). Une fois obtenues, les améliorations sont disponibles au joueur de façon permanente, il peut les installer à sa guise sur ses différents vaisseaux.

### Armement
Les armes dans Edge of Chaos sont modulables. Chaque vaisseau possède plusieurs points d'attache, ainsi le joueur est libre de choisir où monter ses différents types d'armements. Les armes sont divisées en trois catégories :
- Armes primaires : ce sont le plus souvent des cannons ou des armes à énergie, le joueur peut donc transporter une quantité très importante, voir illimité de munition. Les armes primaires sont généralement utilisées pour le combat rapproché ; elles verrouillent automatiquement la cible sélectionnée et le HUD affiche un réticule qui indique au joueur où tirer pour atteindre sa cible. Un exemple d'arme primaire :
  - Canon à particules (PBC). Une arme assez imprécise mais à la cadence de tir élevée, utile pour apporter une réponse efficace à courte portée.

- Armes secondaires : il s'agit le plus souvent de missiles ou de roquettes. Leur nombre limité est compensé par la grande puissance destructrice qu'ils offrent. Il existe une variété de missiles correspondant chacun à un type d'utilisation précis :
  - Missiles disrupteurs : ces missiles parasitent tous les systèmes électroniques du vaisseau visé, désactivant leur système d'attaque, défense et propulsion, les laissant ainsi à la dérive.
  - Missiles télépilotés : ces missiles sont commandés directement par le joueur qui a la charge de les piloter jusqu'à la cible et déclencher la détonation lorsqu'il le souhaite. L'absence de système d'auto-guidage exige une bonne prise en main de leur maniement mais permet aussi d'emporter une plus grosse charge explosive, les rendant ainsi plus dévastateur que la plupart des missiles conventionnels.
  - Mines : elles peuvent être déployées en des points stratégiques, deux types de configurations sont alors proposées, soit les régler pour qu'elles explosent à proximité d'un vaisseau, soit qu'elles se dirigent automatiquement vers lui pour exploser.

- Armes spéciales : ce sont des accessoires autres que des canons ou missiles, qui apportent plus de puissance de feu au vaisseau :
  - Chasseurs-tourelles : Ils peuvent être ajoutés au vaisseau du joueur une fois la mission déverrouillant leur accès effectuée. Tant qu'ils sont amarrés, ils se comportent comme des tourelles basiques attaquant les ennemis alentour. Une fois détachés du vaisseaux ils deviennent deux alliés du joueurs afin de l'assister dans les phases de combat. Ils sont peu résistant mais bénéficient d'une grande manœuvrabilité.
  - Bouclier agresseur : Ces boucliers sont spécialisés pour éperonner les vaisseaux ennemis, le joueur subira quelques dommages mais beaucoup plus moindre que sa cible. Ce bouclier nécessitant beaucoup d'énergie ne dure qu'un court instant d'où la nécessité de bien synchroniser son attaque.

### HUD
Le HUD (pour Heads-Up Display ou Visualisation Tête Haute) assiste le joueur en affichant toutes sortes d'informations sur l'état de son vaisseau ou de sa cible.
- ORBE : Il s'agit d'une sphère 3D qui indique la position des autres vaisseaux ou points de passage par rapport au vaisseau du joueur.

- Grille : Elle permet de recréer la sensation de mouvement dans l'espace en affichant des lignes translucides, ceci afin d'informer le joueur sur sa vitesse et sa direction.

- Trainées : le HUD affiche une trainée derrière un vaisseau si ce dernier est en mouvement, permettant au joueur de savoir d'où il vient ainsi que d'estimer vers où il se dirige.

### Déplacements dans l'univers
Du fait de la grande liberté d'action et de mouvement dans un et même plusieurs systèmes solaires, le joueur est souvent amené à parcourir des distances considérables. Il existe donc trois façons de se déplacer dans "Edge of Chaos" :
- La Propulsion principale, où les loi basique de la physique sont appliquées. Le joueur possède le contrôle du propulseur principal ainsi que des propulseurs de manœuvre. C'est dans ce mode de propulsion que s'effectuent tous les combats.

- Système de déplacement linéaire (ou LDS pour Linear displacement systems) permet des voyages plus rapides. En mode LDS, toutes les armes sont désactivées (à l'exception de celles conçues pour faire sortir du mode LDS d'autres vaisseaux), et le vaisseau n'est plus soumis aux lois de la physique. Pendant le mode LDS, le joueur peux continuer de modifier la trajectoire de son vaisseau : le déplacement des planètes et des étoiles sera alors bien visible. D'après le manuel du jeu le système LDS est censé permettre des déplacements sous une vitesse proche de celle de la lumière, elle s'avère en réalité bien plus grande, sans doute dans le but de rendre les voyages interplanétaire moins long.

- Propulsion capsulaire. À la moitié du jeu, le joueur accède au propulseur capsulaire, une amélioration pour son vaisseau qui lui permet de parcourir en un instant de très longues distances. Les vaisseaux ne peuvent effectuer un saut capsulaire qu'entre deux points spécifiques : les  points de Lagrange, abrégés dans le jeu en 'L-points'. La propulsion capsulaire est le seul moyen pour passer d'un système solaire à un autre.

Le plus souvent, le système d'auto-pilotage permet de rendre les voyages moins fastidieux. Néanmoins il reste possible (et même nécessaire dans certaines situations) de choisir manuellement sa destination lors d'un saut capsulaire ou de piloter manuellement lors d'un déplacement en mode LDS.

## Développement
Les améliorations technologiques depuis le premier jeu concernent le support de Direct3D compatible avec accélération matérielle 3D, le jeu en réseau, ainsi qu'une nouvelle interface utilisateur. Edge of Chaos se rapproche du style de jeu d'Elite en ajoutant la possibilité d'actes de piraterie dans l'univers d'Independence War. Le modèle de vol assistée par ordinateur et respectant la physique newtonienne a été conservée, néanmoins les combats ont été légèrement simplifiés pour rendre le jeu plus accessible aux débutants.
Edge of Chaos était initialement prévu pour PC Windows et pour la console Dreamcast de Sega, mais cette deuxième version fut annulée. Le développement sur ces deux plate-forme a modifié quelques principes de conception. L'interface de contrôle des vaisseaux est aisément accessible à l'aide d'un simple joystick, mais en contre-partie, du fait du développement initial pour une console sans disque dur, la progression ne peut être sauvegardée qu'entre 2 missions à la base principale.
Le jeu obtient un certain succès, mais n'a néanmoins pas rapporté suffisamment d'argent à Particle Systems, entrainent son rachat par Argonaut Games, qui changèrent leur nom pour Argonaut Sheffield. Edge of Chaos était distribué par Infogrames.